# Regione del Kagera
La regione del Kagera è una regione della Tanzania nordoccidentale. Ha capoluogo Bukoba e prende il nome dal fiume omonimo.

## Distretti
La regione è divisa amministrativamente in otto distretti:
| Distretto     | Popolazione 2012 Cens. 2012 | Popolazione 2022 Cens. 2022 |
| ------------- | --------------------------- | --------------------------- |
| Bukoba urbano | 128 796                     | 144 938                     |
| Bukoba rurale | 289 697                     | 322 448                     |
| Biharamulo    | 323 286                     | 457 114                     |
| Karagwe       | 332 020                     | 385 744                     |
| Kyerwa        | 321 026                     | 412 918                     |
| Missenyi      | 202 632                     | 245 394                     |
| Muleba        | 540 310                     | 637 659                     |
| Ngara         | 320 056                     | 383 092                     |